# CONCACAF 챔피언스컵
CONCACAF 챔피언스컵(CONCACAF Champions Cup)는 북중미카리브 축구 연맹(CONCACAF)에 속해 있는 지역(북아메리카, 중앙아메리카, 카리브해)의 클럽들이 참가하는 최상위 국제 클럽 축구 대회이다. 대회에는 각 지역의 국내 리그의 우승 팀이 참가한다.

## 역사

### 제1차 CONCACAF 챔피언스컵 시대 (1962년 ~ 2008년)
CONCACAF 챔피언스컵(CONCACAF Champions' Cup)은 1962년부터 2008년까지 진행되었으며 대회에는 각 지역의 국내 리그의 우승 팀이 참가했다. 2004년 시즌부터 2008년 시즌까지는 총 8개 팀이 참가했다. 4개 팀은 북아메리카 지역(2개 팀은 멕시코에서, 2개 팀은 미국과 캐나다에서 각각 참가했음)에서 참가하고, 3개 팀은 중앙아메리카 지역에서, 나머지 1개 팀은 카리브해 지역에서 참가하는 형식이었다. 2005년부터 대회의 참여에 대한 동기를 유발하고, 팬들에게 더 큰 재미를 주기 위해, 대회 우승 팀은 FIFA 클럽 월드컵에 참가할 자격을 얻게 되었다.
CONCACAF 집행위원회는 2006년 11월에 열린 회의에서 "규정"을 정하여 CONCACAF 사무국이 주최하는 다음 회의 때까지 기존의 CONCACAF 챔피언스컵을 보다 새로운 형식을 띤 "CONCACAF 챔피언스리그"(CONCACAF Champions League) 대회로 발전시키는 제안을 하였다. CONCACAF 집행위원회는 2007년 11월 14일에 세부 사항에 관한 보고서를 만들었다. 챔피언스컵 형식은 2008년 봄까지 사용되었으며 새로운 형식의 CONCACAF 챔피언스리그 방식은 2008년 8월부터 시작되어 2009년 5월에 끝난 시즌부터 적용되었다.

### CONCACAF 챔피언스리그 시대 (2008년 ~ 2023년)

#### 2008-09년 시즌 ~ 2016-17년 시즌
CONCACAF 챔피언스리그는 1962년부터 2008년까지 진행된 CONCACAF 챔피언스컵을 개편하면서 신설되었다. 2008-09년 시즌부터 2011-12년 시즌까지 열린 CONCACAF 챔피언스리그는 7월부터 8월까지 예선 라운드를, 8월부터 10월까지 조별 예선을 진행하고, 다음해 3월부터 4월까지 결선 토너먼트를 진행하는 방식이었다.
이 기간 동안에는 총 24개 팀이 참가했다. 9개 팀이 출전한 북아메리카 축구 연맹에서는 멕시코와 미국에서 각각 4개 팀씩 출전했고, 캐나다에서 1개 팀이 출전했다. 12개 팀이 출전한 중앙아메리카 축구 연맹에서는 코스타리카, 엘살바도르, 과테말라, 온두라스, 파나마에서 각각 2개 팀씩 출전했고, 벨리즈와 니카라과에서는 1개 팀이 출전했다. 카리브 축구 연맹에서는 3개 팀이 출전했는데, 카리브 클럽 챔피언십을 통해 출전 팀이 정해졌다.
16개 팀들이 홈 앤 어웨이 방식의 예선 라운드를 펼쳐 8개 팀이 조별 예선에 진출했고, 나머지 8개 팀은 미국과 멕시코에서 2개 팀, 코스타리카, 엘살바도르, 과테말라, 온두라스에서 각각 1개 팀씩 예선 라운드를 거치지 않고 본선으로 직행했다. 조별 예선에 참가한 16개 팀은 4개 팀씩 4개 조로 나뉘어 홈 앤 어웨이 방식으로 경기를 벌였다. 각 조의 1, 2위 팀은 8강전, 준결승전, 결승전으로 구성된 결선 토너먼트로 진출하게 되어 홈 앤 어웨이 방식으로 경기를 하여 합계 점수가 높은 쪽이 진출했다. 결승전은 4월 말에 열렸는데, 역시 홈 앤 어웨이 방식으로 두 경기를 벌였다.
2012-13년 시즌부터 2016-17년 시즌까지 열린 CONCACAF 챔피언스리그는 8월부터 10월까지 조별 예선을 진행하고, 다음해 3월부터 4월까지 결선 토너먼트를 진행하는 방식으로 변경되었다. 참가 팀 수는 이전과 마찬가지로 24개로 유지되었지만, 조별 예선 진행 방식이 변경되었다. 이에 따라 3개 팀씩 8개 조로 나누어 홈 앤 어웨이 방식으로 조별 예선을 진행하고, 각 조 1위 팀이 결선 토너먼트로 진출했다. 결선 토너먼트는 이전과 같은 홈 앤 어웨이 방식으로 진행되었다.

#### 2018년 시즌 ~ 2023년 시즌
2017년 5월에 CONCACAF 리그가 출범하면서 CONCACAF 챔피언스리그에 참가하는 팀의 수가 16개 팀으로 줄어들었다. 이에 따라 CONCACAF 챔피언스리그 진행 방식이 2018년 시즌부터 바뀌게 되었다. CONCACAF 챔피언스리그의 16강전, 8강전, 준결승전, 결승전은 모두 홈 앤 어웨이 방식을 띤 결선 토너먼트로 진행되었다.
CONCACAF 챔피언스리그는 2018년 시즌부터 2월부터 5월까지 진행되었다. 북아메리카 축구 연맹에서는 9개 팀, 중앙아메리카 축구 연맹에서는 5개 팀, 카리브 축구 연맹에서는 1개 팀이 참가했고, CONCACAF 리그 우승 팀이 추가로 참가했다.

### 제2차 CONCACAF 챔피언스컵 시대 (2024년 ~ 현재)
북중미카리브 축구 연맹은 2022년 9월에 CONCACAF 챔피언스리그 출전 팀 수가 2024년 시즌부터 27개로 확대된다고 밝히고 대회 참가 자격을 다음과 같이 배분한다고 밝혔다.
- 리가 MX 시즌 상위 6개 팀
- 메이저 리그 사커 시즌 상위 5개 팀
- 캐나다 프리미어리그 시즌 상위 2개 팀
- US 오픈컵 우승 팀
- 캐나다 챔피언십 우승 팀
- 리그스컵 시즌 상위 3개 팀
- CONCACAF 중앙아메리카컵 시즌 상위 6개 팀
- CONCACAF 캐리비언컵 시즌 상위 3개 팀

북중미카리브 축구 연맹은 2023년 6월 6일에 새로운 대회 진행 방식을 반영하여 대회 명칭을 CONCACAF 챔피언스컵으로 환원한다고 밝혔다.

## 우승
| CONCACAF 챔피언스컵 (1962년 ~ 2008년)   | CONCACAF 챔피언스컵 (1962년 ~ 2008년)                     | CONCACAF 챔피언스컵 (1962년 ~ 2008년)     | CONCACAF 챔피언스컵 (1962년 ~ 2008년) |
| 시즌                                    | 우승 팀                                                   | 결과                                      | 준우승 팀                             |
| --------------------------------------- | --------------------------------------------------------- | ----------------------------------------- | ------------------------------------- |
| 1962                                    | 과달라하라                                                | 1 - 0 / 5 - 2 합계 6 - 2                  | 코무니카시오네스                      |
| 1963                                    | 아이시앵                                                  | (2)                                       | 과달라하라                            |
| 1967                                    | 알리안사                                                  | 1 - 2 / 3 - 0 합계 4 - 2                  | 용 콜롬비아                           |
| 1968                                    | 데포르티보 톨루카                                         | (2)                                       | 트란스발 아우로라                     |
| 1969                                    | 크루스 아술                                               | 0 - 0 / 1 - 0 합계 1 - 0                  | 코무니카시오네스                      |
| 1970                                    | 크루스 아술                                               | (2)                                       | 데포르티보 사프리사 트란스발          |
| 1971                                    | 크루스 아술                                               | (1)                                       | 알라후엘렌세                          |
| 1972                                    | 올림피아                                                  | 0 - 0 / 2 - 0 합계 2 - 0                  | 로빈후드                              |
| 1973                                    | 트란스발                                                  | (2)                                       | 데포르티보 사프리사 알라후엘렌세      |
| 1974                                    | 무니시팔                                                  | 2 - 1 / 2 - 1 합계 4 - 2                  | 트란스발                              |
| 1975                                    | 아틀레티코 에스파뇰                                       | 2 - 0 / 1 - 1 합계 3 - 1                  | 트란스발                              |
| 1976                                    | 아길라                                                    | 6 - 1 / 2 - 1 합계 8 - 2                  | 로빈후드                              |
| 1977                                    | 아메리카                                                  | 1 - 0 / 0 - 0 합계 1 - 0                  | 로빈후드                              |
| 1978                                    | 우니베르시다드 데 과달라하라 코무니카시오네스 디펜스 포스 | (3)                                       |                                       |
| 1979                                    | FAS                                                       | 1 - 0 / 8 - 0 합계 9 - 0                  | 용 콜롬비아                           |
| 1980                                    | UNAM 푸마스                                               | (1)                                       | 푸마스 UNAH                           |
| 1981                                    | 트란스발                                                  | 1 - 0 / 1 - 1 합계 2 - 1                  | 아틀레티코 마르테                     |
| 1982                                    | UNAM 푸마스                                               | 0 - 0 / 3 - 2 합계 3 - 2                  | 로빈후드                              |
| 1983                                    | 아틀란테                                                  | 1 - 1 / 5 - 0 합계 6 - 1                  | 로빈후드                              |
| 1984                                    | 비올레트                                                  | (2)                                       |                                       |
| 1985                                    | 디펜스 포스                                               | 2 - 0 / 0 - 1 합계 2 - 1                  | 올림피아                              |
| 1986                                    | 알라후엘렌세                                              | 4 - 1 / 1 - 1 합계 5 - 2                  | 트란스발                              |
| 1987                                    | 아메리카                                                  | 1 - 1 / 2 - 0 합계 3 - 1                  | 디펜스 포스                           |
| 1988                                    | 올림피아                                                  | 2 - 0 / 2 - 0 합계 4 - 0                  | 디펜스 포스                           |
| 1989                                    | UNAM 푸마스                                               | 1 - 1 / 3 - 1 합계 4 - 2                  | 피나르델리오                          |
| 1990                                    | 아메리카                                                  | 2 - 2 / 6 - 0 합계 8 - 2                  | 피나르델리오                          |
| 1991                                    | 푸에블라                                                  | 3 - 1 / 1 - 1 합계 4 - 2                  | 폴리스 FC                             |
| 1992                                    | 아메리카                                                  | 1 - 0                                     | 알라후엘렌세                          |
| 1993                                    | 데포르티보 사프리사                                       | (1)                                       | 레온                                  |
| 1994                                    | 카르타히네스                                              | 3 - 2                                     | 아틀란테                              |
| 1995                                    | 데포르티보 사프리사                                       | (1)                                       | 무니시팔                              |
| 1996                                    | 크루스 아술                                               | (1)                                       | 네칵사                                |
| 1997                                    | 크루스 아술                                               | 5 - 3                                     | 로스앤젤레스 갤럭시                   |
| 1998                                    | DC 유나이티드                                             | 1 - 0                                     | 데포르티보 톨루카                     |
| 1999                                    | 네칵사                                                    | 2 - 1                                     | 알라후엘렌세                          |
| 2000                                    | 로스앤젤레스 갤럭시                                       | 3 - 2                                     | 올림피아                              |
| 2002                                    | 파추카                                                    | 1 - 0                                     | 모나르카스 모렐리아                   |
| 2003                                    | 데포르티보 톨루카                                         | 3 - 3 / 2 - 1 합계 5 - 4                  | 모나르카스 모렐리아                   |
| 2004                                    | 알라후엘렌세                                              | 1 - 1 / 4 - 0 합계 5 - 1                  | 데포르티보 사프리사                   |
| 2005                                    | 데포르티보 사프리사                                       | 2 - 0 / 1 - 2 합계 3 - 2                  | UNAM 푸마스                           |
| 2006                                    | 아메리카                                                  | 0 - 0 / 2 - 1 합계 2 - 1                  | 데포르티보 톨루카                     |
| 2007                                    | 파추카                                                    | 2 - 2 / 0 - 0 합계 2 - 2 (7 - 6 승부차기) | 과달라하라                            |
| 2008                                    | 파추카                                                    | 1 - 1 / 2 - 1 합계 3 - 2                  | 데포르티보 사프리사                   |
| CONCACAF 챔피언스리그 (2008년 ~ 2023년) |                                                           |                                           |                                       |
| 시즌                                    | 우승 팀                                                   | 결과                                      | 준우승 팀                             |
| 2008-09                                 | 아틀란테                                                  | 2 - 0 / 0 - 0 합계 2 - 0                  | 크루스 아술                           |
| 2009-10                                 | 파추카                                                    | 1 - 2 / 1 - 0 합계 2 - 2                  | 크루스 아술                           |
| 2010-11                                 | 몬테레이                                                  | 2 - 2 / 1 - 0 합계 3 - 2                  | 레알 솔트레이크                       |
| 2011-12                                 | 파추카                                                    | 2 - 0 / 1 - 2 합계 3 - 2                  | 산토스 라구나                         |
| 2012-13                                 | 몬테레이                                                  | 0 - 0 / 4 - 2 합계 4 - 2                  | 산토스 라구나                         |
| 2013-14                                 | 크루스 아술                                               | 0 - 0 / 1 - 1 합계 1 - 1                  | 데포르티보 톨루카                     |
| 2014-15                                 | 아메리카                                                  | 1 - 1 / 4 - 2 합계 5 - 3                  | 몬트리올 임팩트                       |
| 2015-16                                 | 아메리카                                                  | 2 - 0 / 2 - 1 합계 4 - 1                  | 티그레스 UANL                         |
| 2016-17                                 | 파추카                                                    | 1 - 1 / 1 - 0 합계 2 - 1                  | 티그레스 UANL                         |
| 2018                                    | 과달라하라                                                | 2 - 1 / 1 - 2 합계 3 - 3 (4 - 2 승부차기) | 토론토 FC                             |
| 2019                                    | 몬테레이                                                  | 1 - 0 / 1 - 1 합계 2 - 1                  | 티그레스 UANL                         |
| 2020                                    | UANL                                                      | 2 - 1                                     | 로스앤젤레스 FC                       |
| 2021                                    | 몬테레이                                                  | 1 - 0                                     | 아메리카                              |
| 2022                                    | 시애틀 사운더스                                           | 2 - 2 / 3 - 0 합계 5 - 2                  | 푸마스 UNAM                           |
| 2023                                    | 레온                                                      | 2 - 1 / 1 - 0 합계 3 - 1                  | 로스앤젤레스 FC                       |

### 구단별 우승 횟수
| 구단                         | 우승 | 준우승 | 우승 연도                                | 준우승 연도                  |
| ---------------------------- | ---- | ------ | ---------------------------------------- | ---------------------------- |
| 아메리카                     | 7회  | 1회    | 1977, 1987, 1990, 1992, 2006, 2015, 2016 | 2021                         |
| 크루스 아술                  | 6회  | 2회    | 1969, 1970, 1971, 1996, 1997, 2014       | 2009, 2010                   |
| 파추카                       | 5회  | 0회    | 2002, 2007, 2008, 2010, 2017             | —                            |
| 몬테레이                     | 5회  | 0회    | 2011, 2012, 2013, 2019, 2021             | —                            |
| 데포르티보 사프리사          | 3회  | 2회    | 1993, 1995, 2005                         | 2004, 2008                   |
| UNAM 푸마스                  | 3회  | 2회    | 1980, 1982, 1989                         | 2005, 2022                   |
| 트란스발                     | 2회  | 3회    | 1973, 1981                               | 1974, 1975, 1986             |
| 데포르티보 톨루카            | 2회  | 3회    | 1968, 2003                               | 1998, 2006, 2014             |
| 알라후엘렌세                 | 2회  | 3회    | 1986, 2004                               | 1971, 1992, 1999             |
| 디펜스 포스                  | 2회  | 2회    | 1978†, 1985                              | 1987, 1988                   |
| 올림피아                     | 2회  | 2회    | 1972, 1988                               | 1985, 2000                   |
| 과달라하라                   | 2회  | 2회    | 1962, 2018                               | 1963, 2007                   |
| 아틀란테                     | 2회  | 1회    | 1983, 2009                               | 1994                         |
| UANL                         | 1회  | 3회    | 2020                                     | 2016, 2017, 2019             |
| 코무니카시오네스             | 1회  | 2회    | 1978†                                    | 1962, 1969                   |
| 무니시팔                     | 1회  | 1회    | 1974                                     | 1995                         |
| 레온                         | 1회  | 1회    | 2023                                     | 1993                         |
| 네칵사                       | 1회  | 1회    | 1999                                     | 1996                         |
| 로스앤젤레스 갤럭시          | 1회  | 1회    | 2000                                     | 1997                         |
| 아이시앵                     | 1회  | 0회    | 1963                                     | —                            |
| 알리안사                     | 1회  | 0회    | 1967                                     | —                            |
| 아틀레티코 에스파뇰          | 1회  | 0회    | 1975                                     | —                            |
| 아길라                       | 1회  | 0회    | 1976                                     | —                            |
| 우니베르시다드 데 과달라하라 | 1회  | 0회    | 1978†                                    | —                            |
| FAS                          | 1회  | 0회    | 1979                                     | —                            |
| 비올레트                     | 1회  | 0회    | 1984                                     | —                            |
| 푸에블라                     | 1회  | 0회    | 1991                                     | —                            |
| 카르타히네스                 | 1회  | 0회    | 1994                                     | —                            |
| DC 유나이티드                | 1회  | 0회    | 1998                                     | —                            |
| 시애틀 사운더스 FC           | 1회  | 0회    | 2022                                     | —                            |
| 로빈후드                     | 0회  | 5회    | —                                        | 1972, 1976, 1977, 1982, 1983 |
| 용 콜롬비아                  | 0회  | 2회    | —                                        | 1967, 1979                   |
| 피나르델리오                 | 0회  | 2회    | —                                        | 1989, 1990                   |
| 모나르카스 모렐리아          | 0회  | 2회    | —                                        | 2002, 2003                   |
| 산토스 라구나                | 0회  | 2회    | —                                        | 2012, 2013                   |
| 로스앤젤레스 FC              | 0회  | 2회    | —                                        | 2020, 2023                   |
| 푸마스 UNAH                  | 0회  | 1회    | —                                        | 1980                         |
| 아틀레티코 마르테            | 0회  | 1회    | —                                        | 1981                         |
| 폴리스 FC                    | 0회  | 1회    | —                                        | 1991                         |
| 레알 솔트레이크              | 0회  | 1회    | —                                        | 2011                         |
| CF 몽레알                    | 0회  | 1회    | —                                        | 2015                         |
| 토론토 FC                    | 0회  | 1회    | —                                        | 2018                         |

† 공동 우승.

### 국가별 우승 횟수
| 국가              | 우승 | 준우승 |
| ----------------- | ---- | ------ |
| 멕시코            | 38회 | 20회   |
| 코스타리카        | 6회  | 5회    |
| 미국              | 3회  | 4회    |
| 엘살바도르        | 3회  | 1회    |
| 수리남            | 2회  | 8회    |
| 과테말라          | 2회  | 3회    |
| 온두라스          | 2회  | 3회    |
| 트리니다드 토바고 | 2회  | 3회    |
| 아이티            | 2회  | 0회    |
| 쿠바              | 0회  | 2회    |
| 퀴라소            | 0회  | 2회    |
| 캐나다            | 0회  | 2회    |

## 같이 보기
- CONCACAF 리그